# Хартфордский шпиль

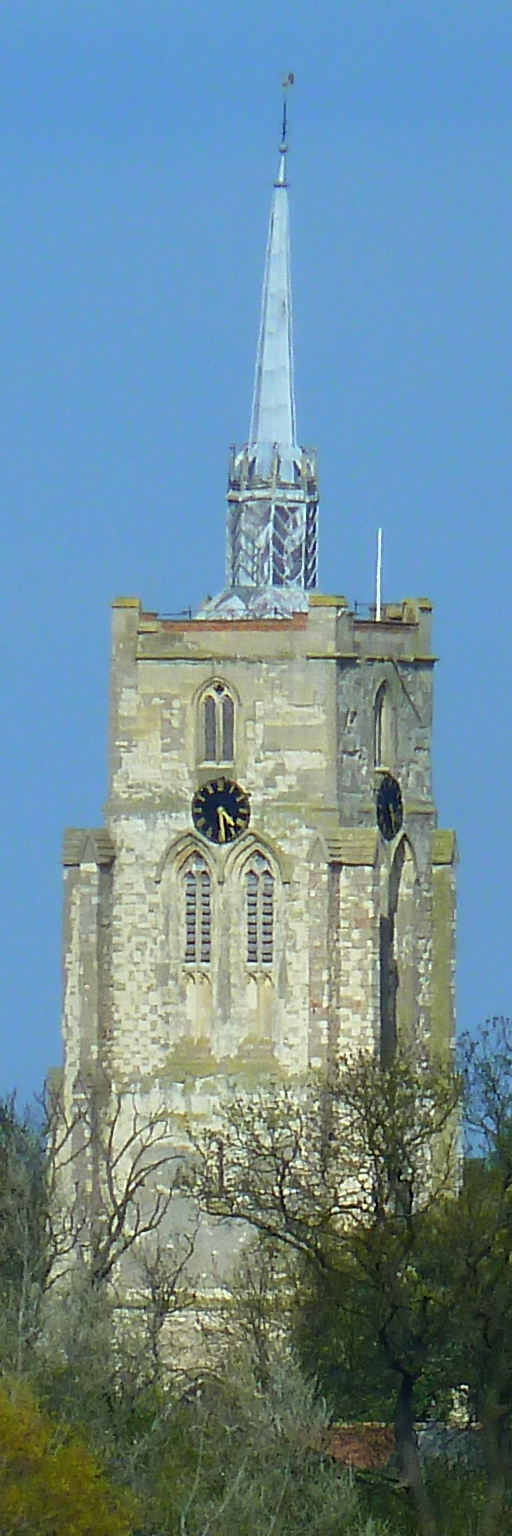
Башня и шпиль церкви св. Марии в Эшуэлле

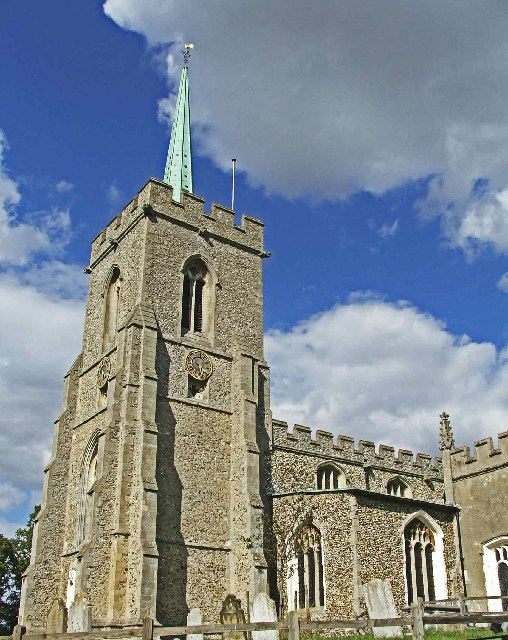
Хартфордский шпиль в Браугинге, Хартфордшир

Хартфордский шпиль (англ. Hertfordshire spike) — тип невысокого шпиля, окружённого парапетом, встречающийся на башнях церквей. Возможно, что этот тип связан с недостатком в Хартфордшире хорошего строительного камня, но такие шпили встречаются и в других графствах. К примеру, церковь святой Марии в Венденс Амбо является хорошим образчиком хартфордского шпиля в Эссексе, а церковь святой Марии в Ивингхо — в Бакингемшире.
Некоторые хартфордширские шпили отличаются особой ажурностью, например, шпиль церкви святой Марии в Эшуэлле, который венчает необычно высокую и богато украшенную башню.